# Share The Journey
Share The Journey — Passport es un álbum promocional de la cantante e instrumentalista canadiense Loreena McKennitt, el cual fue publicado exclusivamente por la tienda multinacional Borders.
El lanzamiento es una pequeña recopilación que reúne connotados temas de la cantante, así como lo que sería una versión en vivo del tema The Mummers' Dance interpretado por McKennitt en sus conciertos en la Alhambra, Granada, España en el Palacio de Carlos V.

## Lista de temas
- 1.- Caravanserai — 7:37
- 2.- The Mummers' Dance (Live) — 4:27
- 3.- Huron 'Beltane' Fire Dance — 4:24
- 4.- The Mystic's Dream — 7:44
- 5.- The Lady Of Shalott — 11:33

- Datos: Q24953606